# Rhododendron amundsenianum
Rhododendron amundsenianum är en ljungväxtart som beskrevs av Hand.-mazz. Rhododendron amundsenianum ingår i släktet rododendron, och familjen ljungväxter. Inga underarter finns listade i Catalogue of Life.